# Прокламации об амнистии
Прокламации об амнистии (англ. Amnesty Proclamations) — в истории США — попытки северных политиков остановить Гражданскую войну и достичь компромисса с южанами-конфедератами. Осенью 1863 президент А. Линкольн выступил с прокламацией об амнистии и реконструкции (Proclamation of Amnesty and Reconstruction), в которой предлагалось помиловать и амнистировать всех конфедератов, которые готовы дать присягу на верность США и законам о запрете рабства. Эта прокламация вошла в историю как «план десяти процентов» (10 percent plan), так как в ней говорилось, что штат может повторно войти в состав Союза и провести выборы, если 10 процентов избирателей штата от числа принимавших участие в выборах 1860, принесут присягу на верность. В 1866 президент Э. Джонсон в своей прокламации готов был вернуть бывшим конфедератам права на занятие выборных постов, но его предложение было отвергнуто Конгрессом.